# 升降班制度

盧頓足球會曾參加英格蘭足球聯賽系統的所有聯賽位置（再加上英格蘭足球全國聯賽的第一級。他們的歷史表明球隊如何通過連續的晉級或降級在各級之間快速行動。

升降班制度（英語：Promotion and Relegation），是體育賽事中常見的聯賽系統制度。目的是按照參賽隊伍的表現來將他們分開不同組別，令每個組別的隊伍的水平拉近，增加賽事競爭性及可觀性，亦能減少強弱懸殊令賽事可觀性大減的機會。

## 概述
升降班制度在足球聯賽中尤其常見，球隊會按照完季的名次而決定升降班資格誰屬，以英格蘭足球聯賽為例，他們的職業組別分為四組，分別為首兩級、獨立經營的英超及英冠，以及第三及第四級的英甲和英乙，在英超和英冠的每個球季都各自有三支球隊升班和降班，而英甲則有四支，從非聯賽的英議聯至英乙則有兩支。
因此，聯賽積分榜的前幾名就會被視為升級區，反之最後幾名則為降級區。
此外，一些聯賽雖然有不同組別，但是他們之間由於差距過大，所以頂級聯賽不設升降班制度。例如澳職聯賽中不設降班，雖然他們同樣有澳洲全國聯賽，但由於全國聯賽只屬半職業，而參與澳職的球隊需要有一定的資金才能參加，所以第一級和第二級並沒有直接聯繫。美職也很接近，即使陸續有不少從第二、三級聯賽中加入美職，但他們都是得到注資才能加入，而非透過戰績來提升。日職聯方面，日乙和日丙都與頂級的日職聯賽有升降聯繫，但他們卻有牌照制度，若未領取上一級的牌照，即使位列升班的名次亦不能參與升班制度。
而在一些聯賽中，不少球會會在次級聯賽安排B隊參賽，例如葡超的、，西甲的皇馬和等，即使這些球隊排在前列亦不能升班。反之，若他們的一隊降班，他們即使並非排在末列亦需要降班，以防利益衝突。
雖然升降班制度的主要目的是保持競爭平衡，但它也可以在特殊情況下用作紀律工具。除了足球，其他運動也基於相同或者類似原因而設立了此項制度，例如荷蘭棒球聯盟。

### 國際比賽
升降班制度可用於國際體育比賽。在網球方面，戴維斯盃和比利·简·金杯都有晉級和降級，其中“世界組”（在比利·简·金杯中分為兩個部分）位於較低級別的頂級和一系列區域組。世界組都使用淘汰賽比賽形式，首輪輸家與區域組的獲勝者進入附加賽爭奪來季該級聯賽參賽權，以避免降級。在國際比賽中，這種形式允許來自運動不太成熟的國家的球隊進行有競爭力的比賽，同時隨著運動的增長開放與較高排名國家競爭的可能性。其他採用升級和降級的國際比賽包括世界冰球錦標賽，世界班迪球錦標賽，福樂球世界錦標賽，歐洲足協國家聯賽，世界板球聯賽和歐洲團體錦標賽。